# Лань Цайхэ
Лань Цайхэ́ (кит. трад. 藍采和, упр. 蓝采和, пиньинь Lán Cǎihé) — один из Восьми Бессмертных в даосизме, наиболее экстравагантный персонаж восьмерки. Возраст и пол его неизвестен, его считают иногда интерсекс-человеком, но чаще он изображается как молодой юноша несколько женственного вида с бамбуковой корзиной цветов.
Существуют изображения, на которых он — человек в возрасте, на более поздних изображениях Лань Цайхэ часто девушка. В корзине за спиной — различные цветы, выражающие идею бессмертия (иногда хризантемы). Это своего рода юродивый: он обут в один сапог, летом ходит в шерстяной рубашке, а зимой спит на снегу.
Предполагают, что он жил в поздние года эпохи Тан. Он постоянно поёт, сочиняет стихи и пьёт вино. Он игнорирует всё вокруг и постоянно весел. Его веселье охватывает всех окружающих.
Легенда рассказывает, что он напоил всех бессмертных, и они перешли от внешней алхимии к поиску бессмертия, исходя из внутренних сил.

## Пример стихотворения Лань Цайхэ
Проводи время в песне и веселье,
Лань Цайхэ!
Сколько таких как Лань Цайхэ
вы встречали на своем пути?
Время летит, время летит…
Исчезают красивые лица,
Исчезают наши отцы,
Но все только начинается…

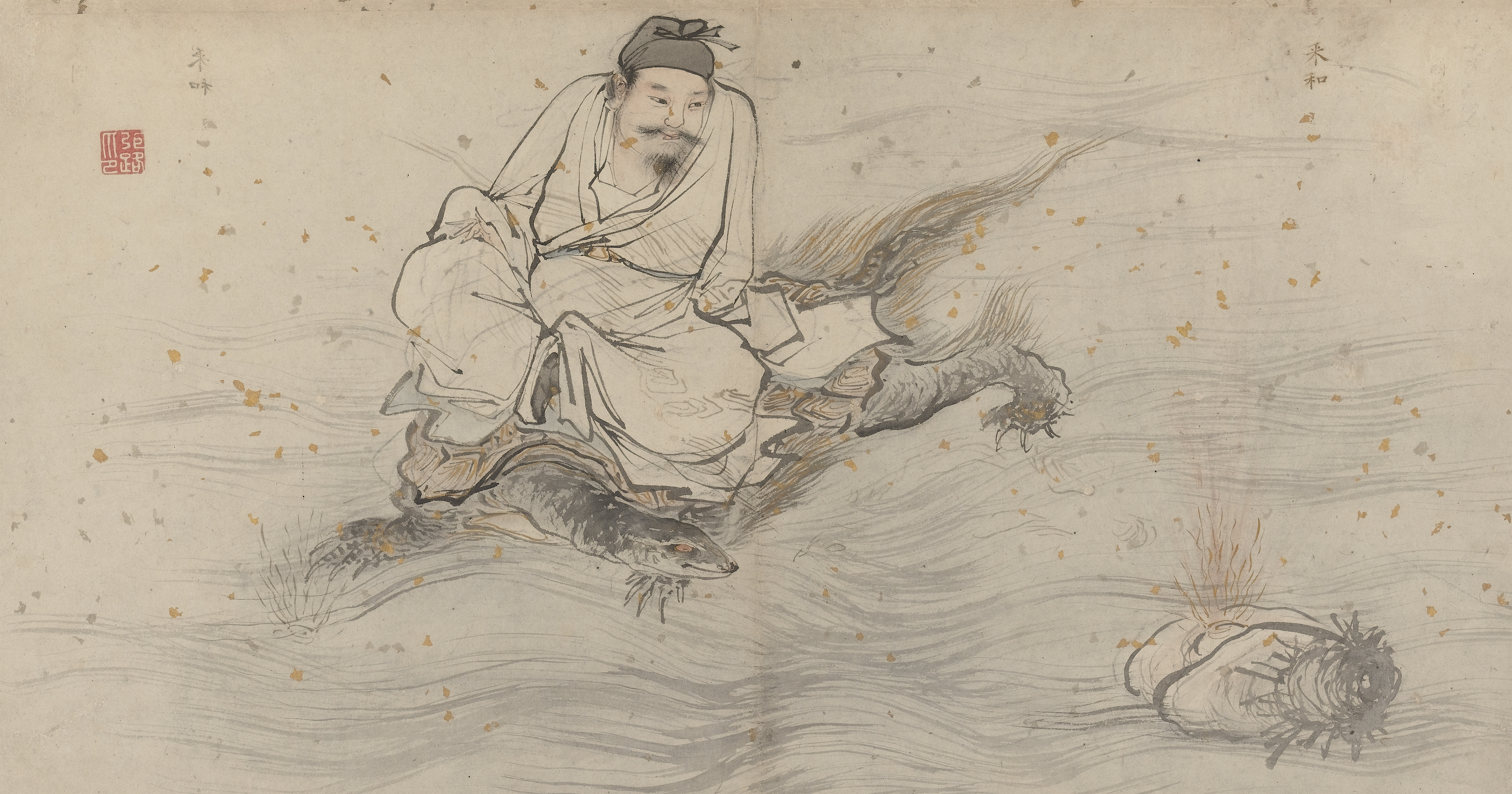
Лань Цайхэ верхом на черепахе, символе долголетия

Его описывают постоянно гуляющим по кабакам. Когда у него появляются деньги, он покупает вино и угощает всех вокруг. Он любит нанизывать монеты на веревочку и тащить их за собой, волоча монеты через пыль и лужи. Когда верёвка обрывается, Лань Цайхэ идёт дальше как ни в чём не бывало
Лань достиг просветления около озера Хаолянь. За ним прилетел журавль, с которым он исчез в облаках, сбросив с себя единственный сапог, одежду и бамбуковые трещотки.
Считается покровителем садоводов.